# Toma Chitrov

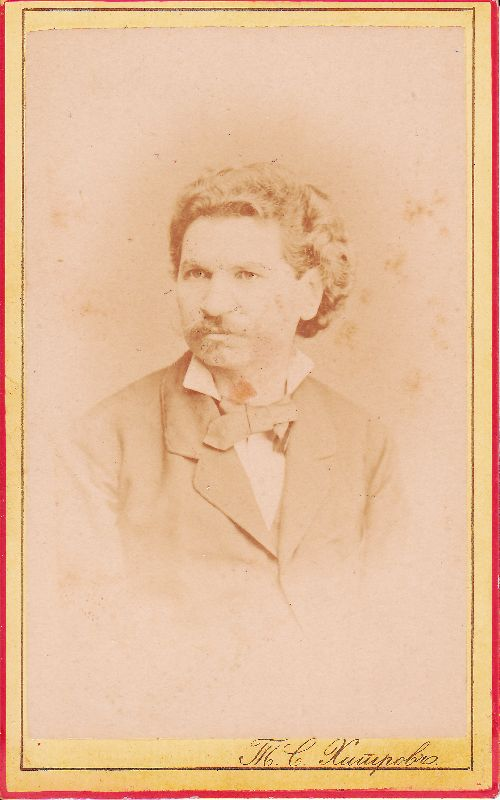
Autoportrét Toma Chitrova

Toma Staněv Chitrov (1840 Loveč – 1906 Sofie) byl bulharský národní revolucionář, obrozenec a fotograf.

## Životopis
Toma Chitrov se narodil v roce 1840 ve městě Loveč. Vystudoval Dolnokrajské učiliště ve svém rodném městě. V šestnácti letech emigroval do Rumunska. Přestěhoval se do Srbska a sloužil u četnictva.
Vystudoval fotografii v Bukurešti a otevřel si vlastní ateliér v Bukurešti a později v Ploešči. Patří mezi první bulharské fotografy. Obrazy Vasila Levského se prostřednictvím jeho fotografií uchovaly po generace. ; Je autorem nejpopulárnějšího portrétu Christa Boteva, dále portrétů Zachari Stojanova, Nikoly Slavkova, Panajota Chitova nebo Nikoly Strandžata. Pořídil jedinou fotografii matky Vasila Levského – Giny Kunčevy, dále fotografie mnoha členů Bulharského Červeného kříže a Vasila Levského. Většina z nich je uložena v Bulharském historickém archivu (BIA) s přilehlou sbírkou „Portréty a fotografie“, součásti speciálních oddělení Rukopisného a dokumentačního centra Národní knihovny „Svatého Cyrial a Metoděje“.
V roce 1875 spolu s Petrem Fakirovem byl jmenován vojvodem a organizátorem povstání v trojské oblasti. Po jeho odložení se vrátil do Rumunska. Podílel se na organizaci oddílu Christo Boteva.
Působil jako pomocný vojvoda v oddělení Filipa Totju během srbsko-turecké války (1876). V rusko-turecké válce (1877–1878) byl dobrovolníkem v jezdecké rotě a později ve III. dobrovolnické rotě. Zúčastnil se bojů poblíž Staré Zagory, Kazanlaku, Šipky a Šejnovo.
Po osvobození si spolu s Josefem Burešem otevřeli v Sofii fotografický ateliér „Slavjanska světlopisnica" ("Slovanská malba světlem“), později přejmenovaný na „Slovanská fotografie“, který fungoval až do roku 1885. Jeho manželka Elena Černeva byla také fotografkou.
Zúčastnil se jako dobrovolník srbsko-bulharské války (1885). Statečně bojoval v oddíle kapitána Kosty Panicy a Ivanča Atanasova.
Toma Chitrov se zapsal do dějin jako významný národní revolucionář, jeden z prvních bulharských fotografů a dvorní fotograf Bulharského revolučního ústředního výboru.
Ulice v Trojanu se jmenuje podle fotografa „Toma Chitrov“.

## Galerie

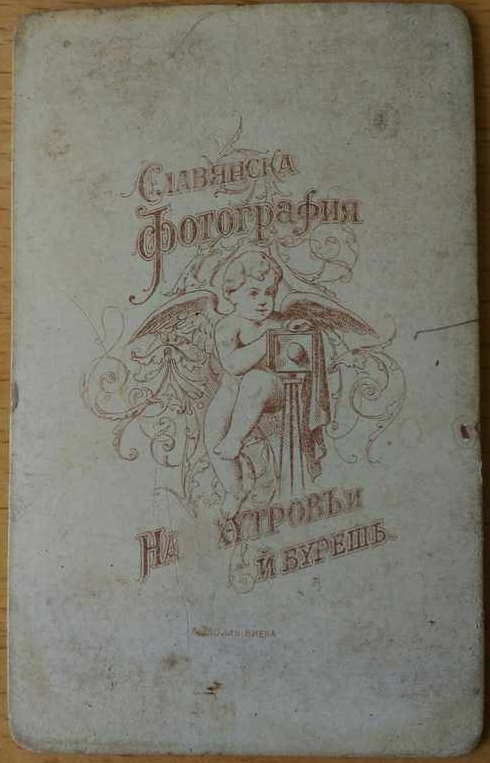
Zadní strana fotografie Bureše a Chitrova s označením „Slavjanska světlopisnica" ("Slovanská malba světlem“), později přejmenován na „Slovanská fotografie“
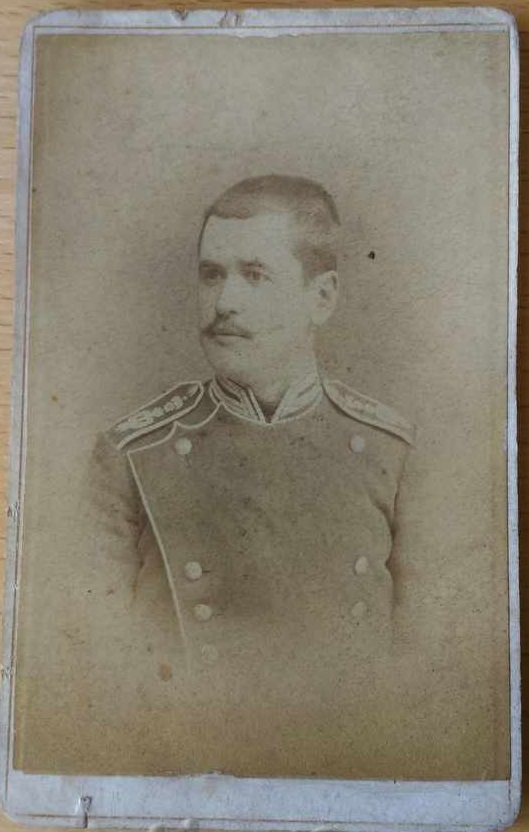
Toma Chitrov a Josef Bureš: Bulharský oficír
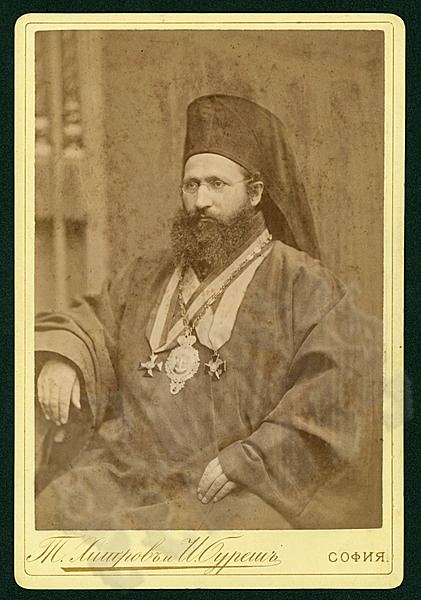
Gervasius of Leuca
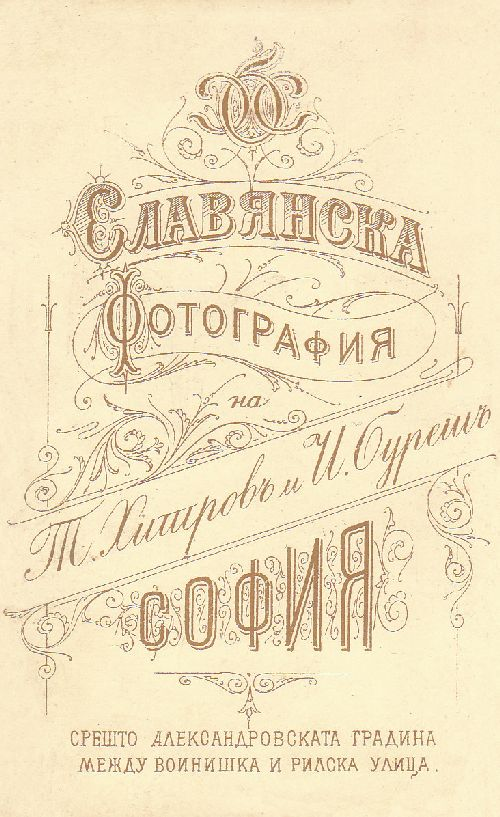
Toma Chitrov a Josef Bureš Trademark
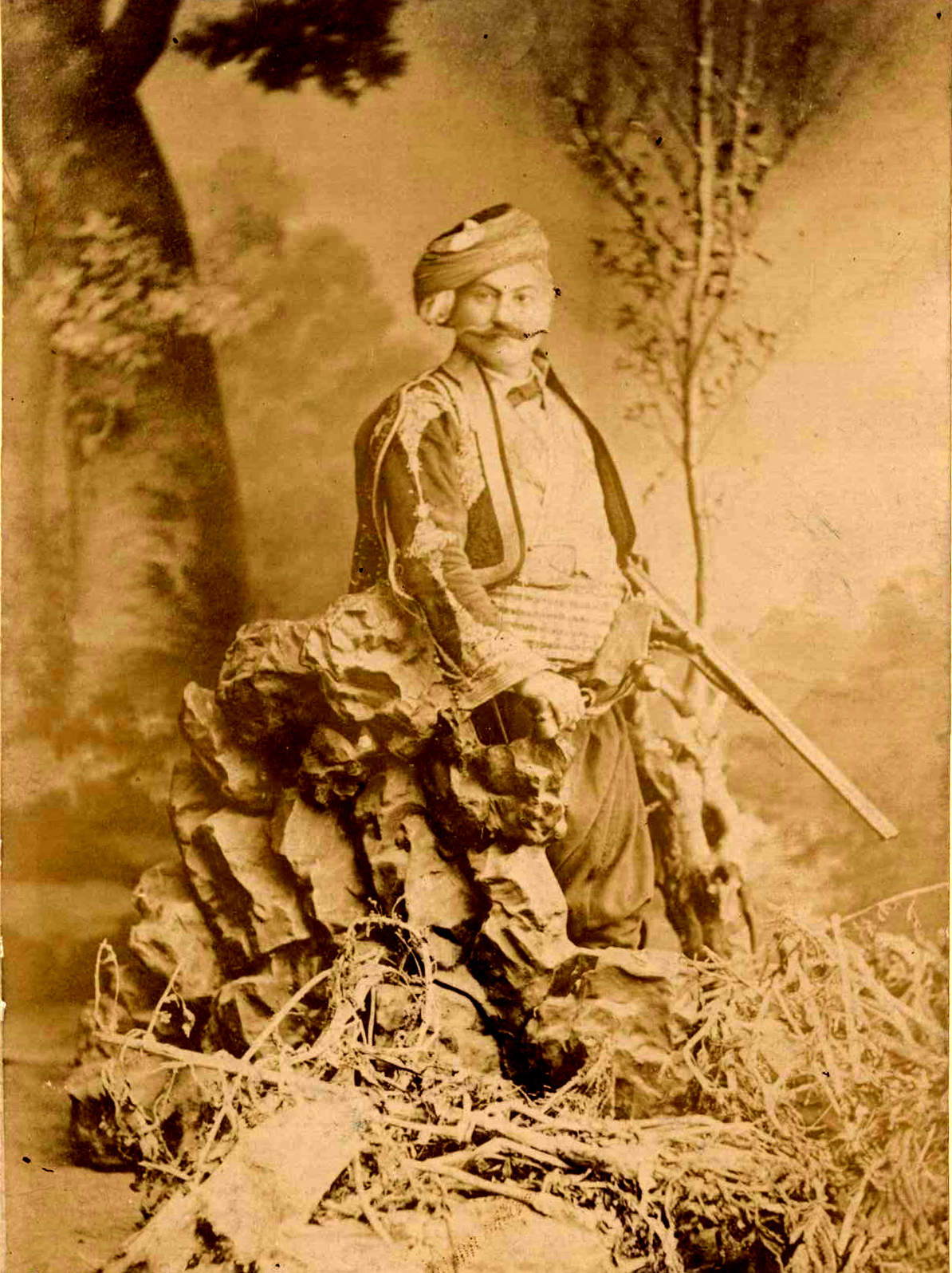
Filip Totju
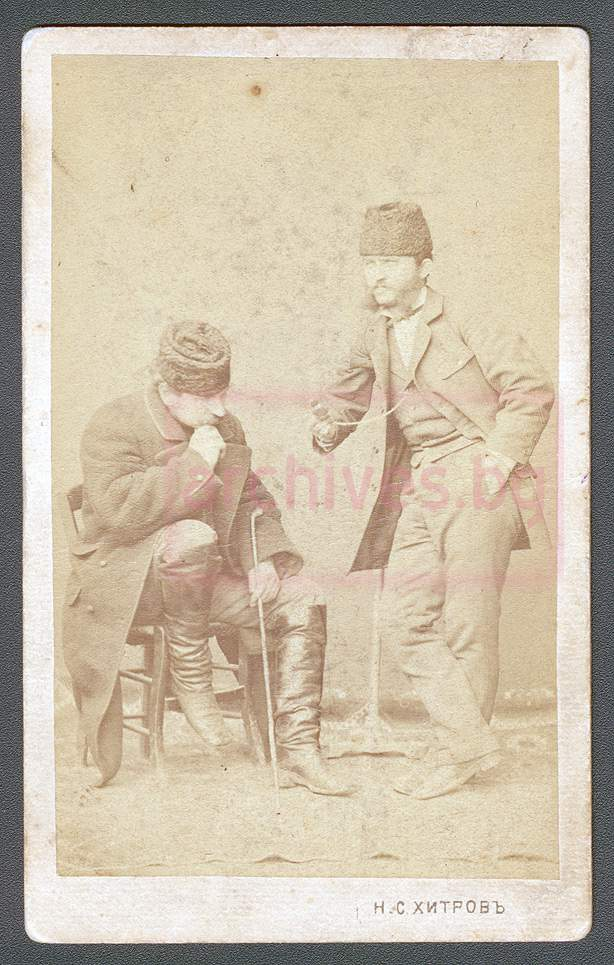
Toma Chitrov a Kosta Razmov, 1879